# Christian Knørr
Christian Knørr, né le 5 août 1985, est un coureur cycliste danois. Il court sur piste comme sur route.

## Palmarès sur route
- 2003
  - 2e du championnat du Danemark du contre-la-montre par équipes juniors
  - 2e du championnat du Danemark du contre-la-montre juniors
- 2004
  - 2e du championnat du Danemark du contre-la-montre par équipes
- 2006
  -  Champion du Danemark du contre-la-montre par équipes (avec Martin Mortensen et Michael Færk Christensen)
- 2007
  - 3e étape du Tour de Taïwan

## Palmarès sur piste

### Championnats du Danemark
- Champion du Danemark de poursuite par équipes juniors en 2003 (avec Michael Færk Christensen, Bo Strand Olsen, Kim Marius Nielsen et Casper Jørgensen)